# Château-Thébaud
Château-Thébaud (bretonisch: Kastell-Tepaod) ist eine französische Gemeinde mit 3.138 Einwohnern (Stand: 1. Januar 2022) im Département Loire-Atlantique in der Region Pays de la Loire. Sie gehört zum Kanton Vertou im Arrondissement Nantes. Die Einwohner werden Castelthébaldais genannt.

## Geografie
Die Winzergemeinde Château-Thébaud liegt an der Maine, etwa zehn Kilometer südöstlich von Nantes. Nachbargemeinden von Château-Thébaud sind Vertou im Nordwesten und Norten, Saint-Fiacre-sur-Maine im Norden und Nordosten, Maisdon-sur-Sèvre im Osten und Südosten, Aigrefeuille-sur-Maine im Süden, Montbert im Südwesten sowie Le Bignon im Südwesten und Westen.

## Bevölkerungsentwicklung
| Jahr                       | 1962 | 1968 | 1975 | 1982 | 1990 | 1999 | 2006 | 2016 | 2022 |
| -------------------------- | ---- | ---- | ---- | ---- | ---- | ---- | ---- | ---- | ---- |
| Einwohner                  | 1461 | 1377 | 1573 | 2144 | 2357 | 2474 | 2731 | 3007 | 3138 |
| Quellen: Cassini und INSEE |      |      |      |      |      |      |      |      |      |

## Wirtschaft
Château-Thébaud liegt im Weinbaugebiet Gros Plant du Pays Nantais der Weinbauregion Loire. Unter der Herkunftsbezeichnung Muscadet Sèvre et Maine AOC wird der Weißwein aus der Region vermarktet.

## Sehenswürdigkeiten
- Kirche Saint-Martin und Saint-Vincent aus dem 19. Jahrhundert
- Schloss Le Rafflay mit der Kapelle Notre Dame aus dem 19. Jahrhundert
- Schloss La Bourdinière aus dem 15. Jahrhundert
- Herrenhaus Bel Abord aus dem 19. Jahrhundert
- Herrenhaus La Placelière, 1747/1748 erbaut, im Krieg mit der Vendée zerstört und 1808 wieder aufgebaut, Teil eines heutigen Gutshofs
- Reste der früheren Kommandantur der Tempelritter aus dem 13. Jahrhundert
- Turm des alten Pfarrhauses von 1576

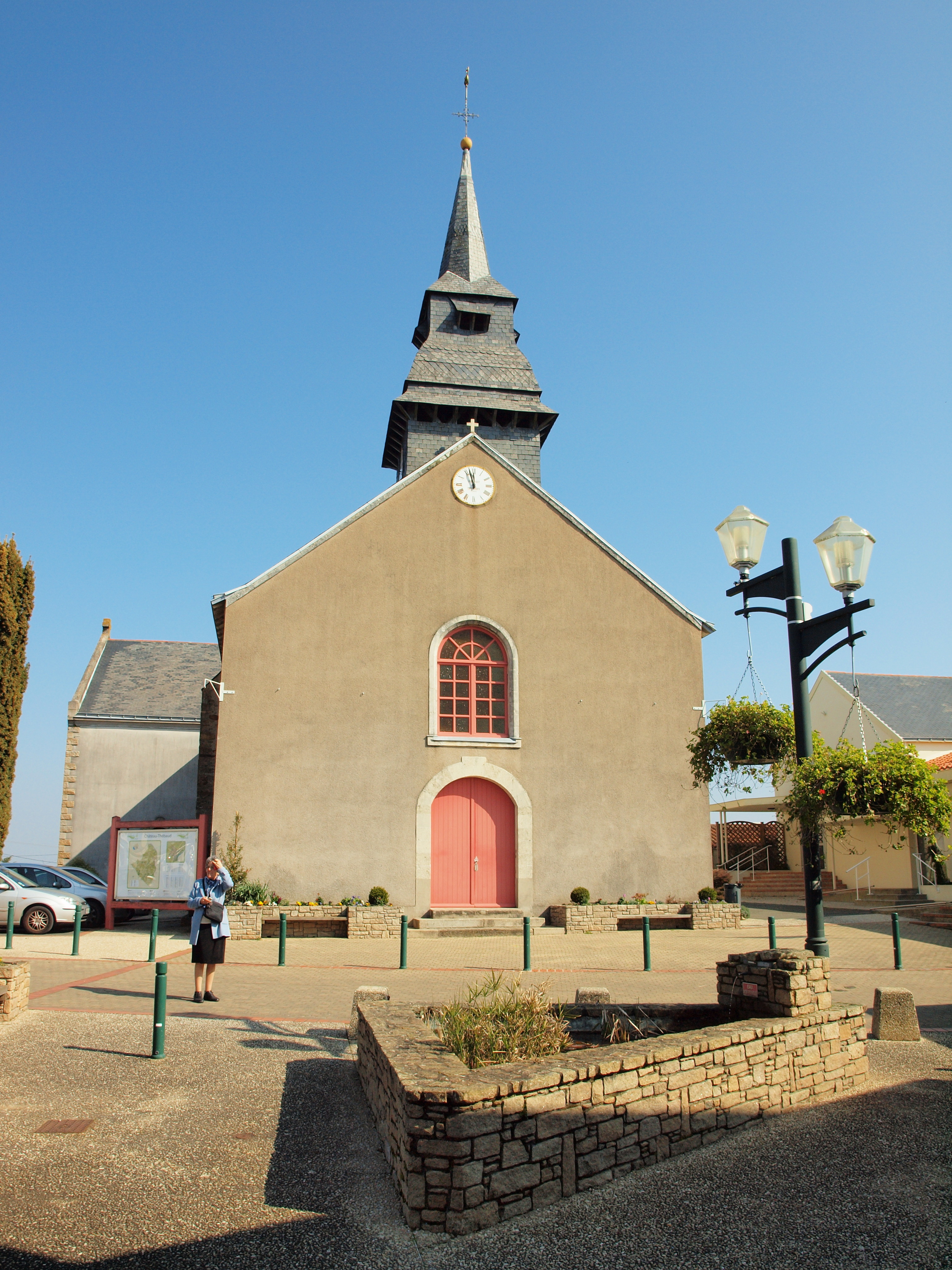
Kirche Saint-Martin und Saint-Vincent
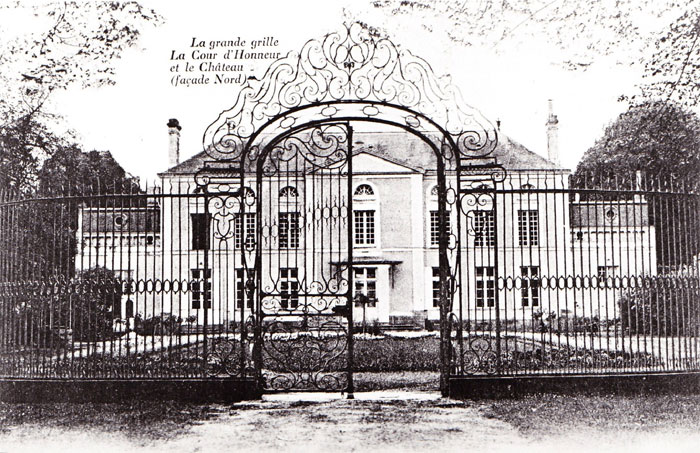
Herrenhaus La Placelière um 1920
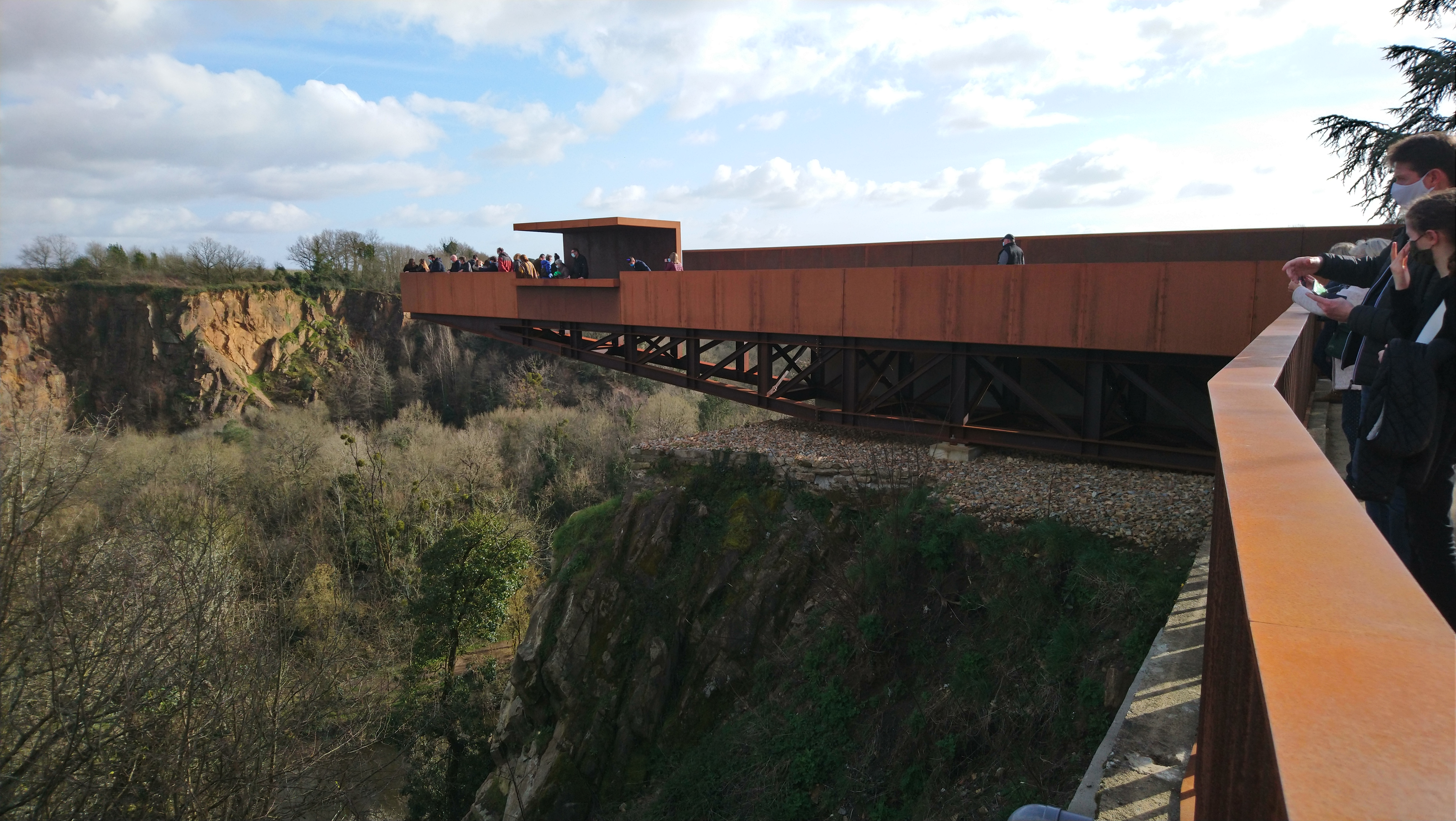
Aussichtsplattform
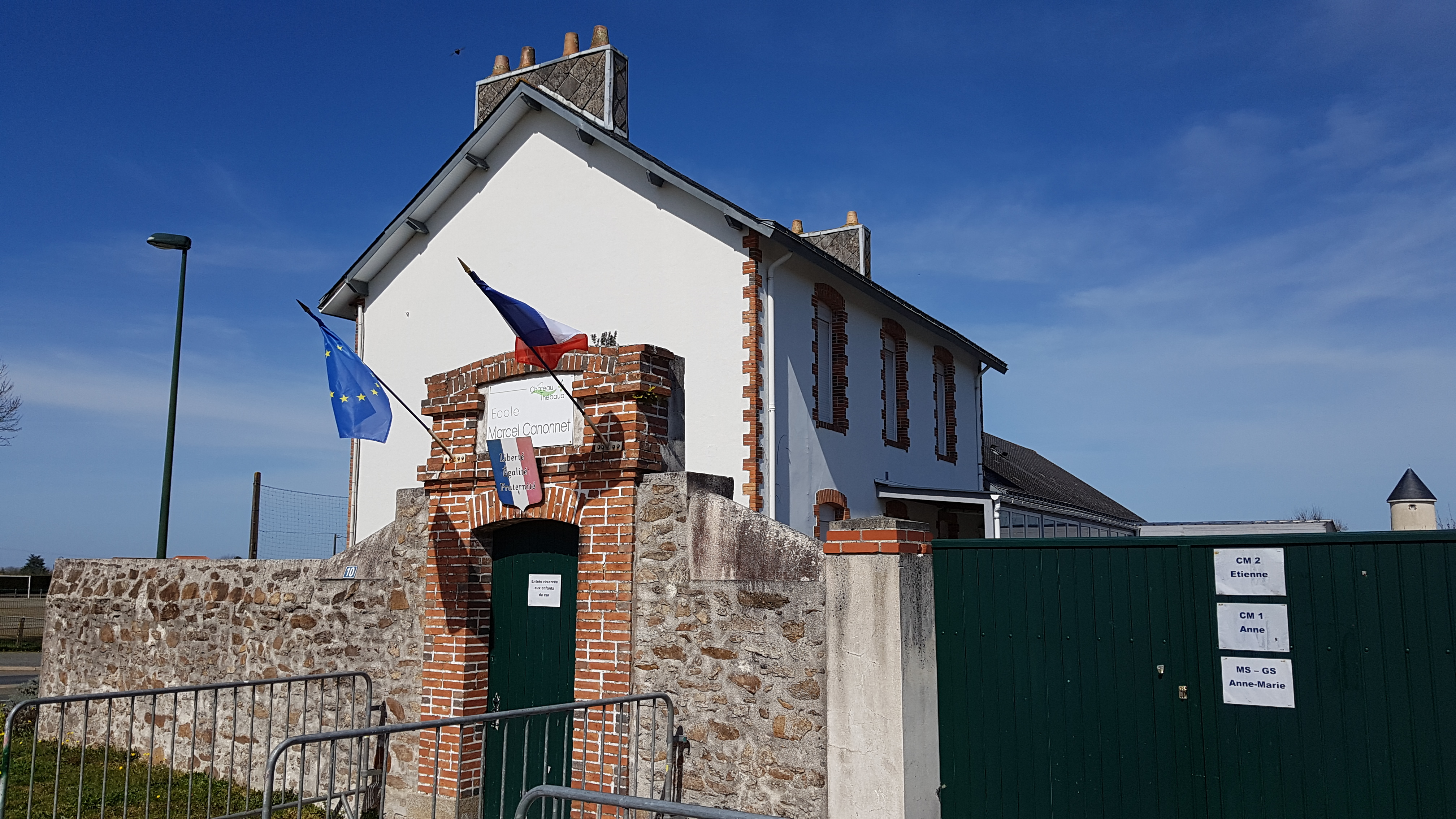
Schule
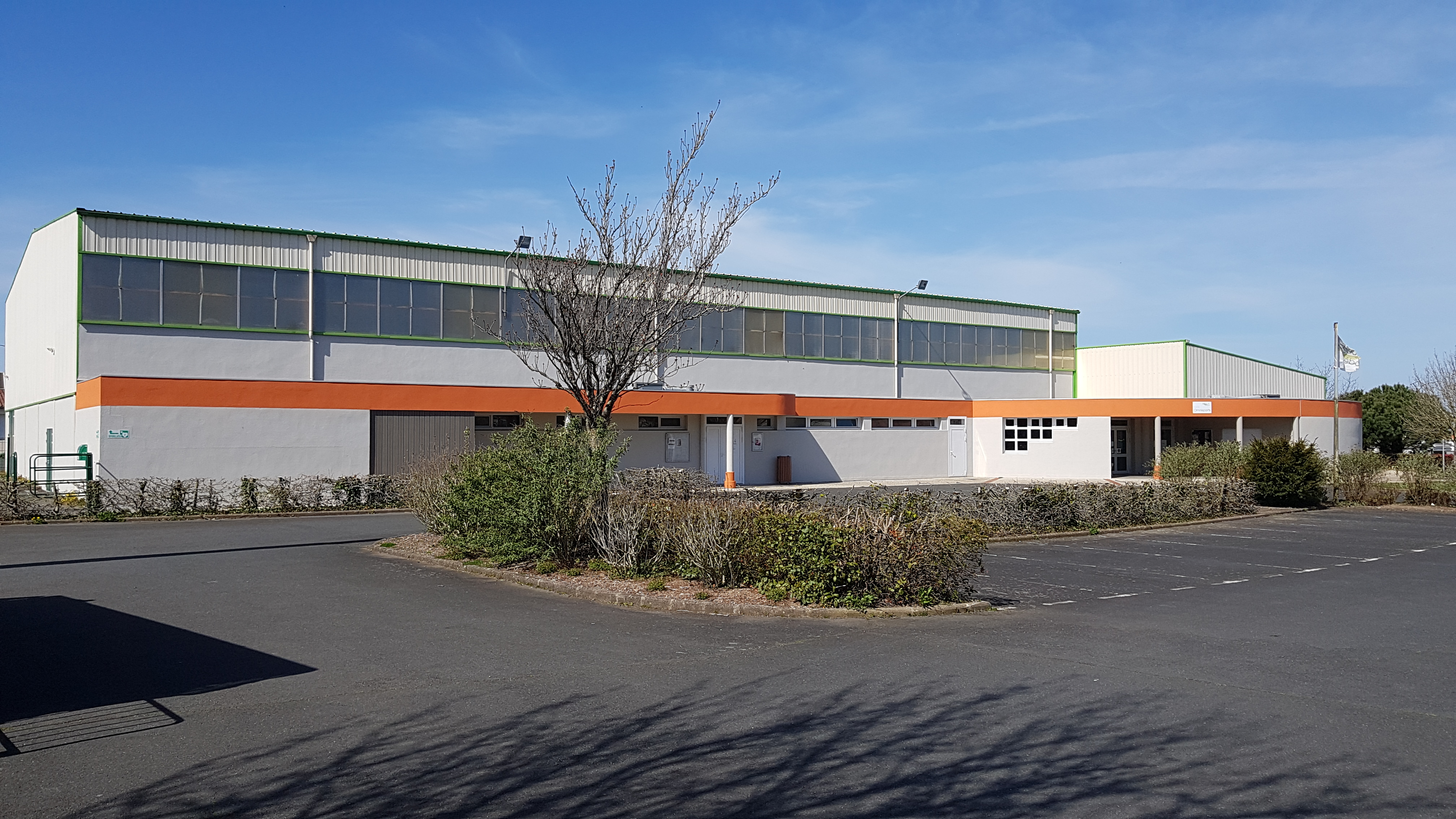
Sporthalle
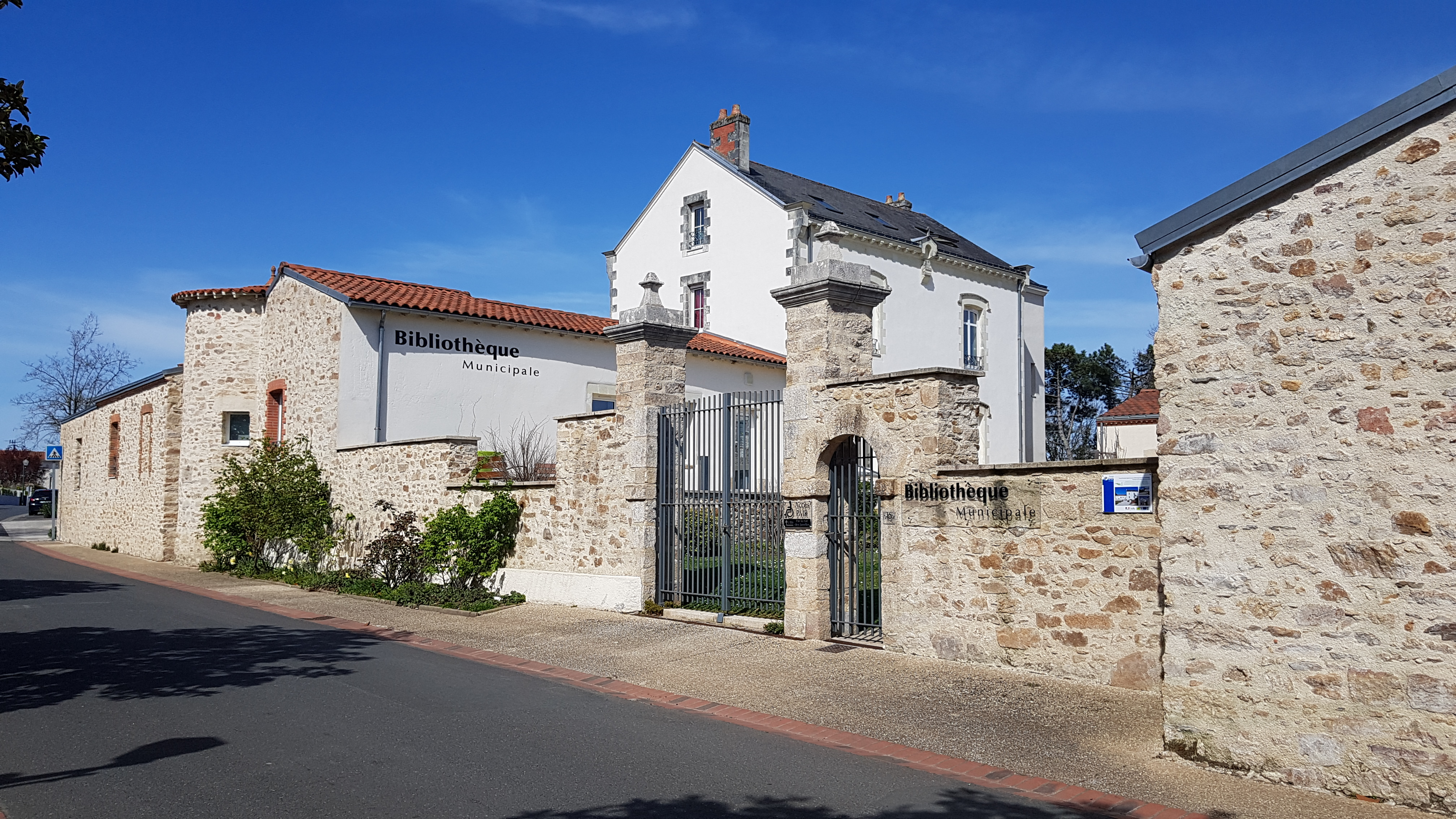
Bibliothek